# Гальченко, Леонид Акимович
Леонид Акимович Гальченко (2 апреля 1912 — 26 сентября 1986) — участник Великой Отечественной войны, Герой Советского Союза (6 июня 1942).
В годы Великой Отечественной войны: Леонид Гальченко — командир эскадрильи, 145-го истребительного авиационного полка, 1-й смешанной авиационной дивизии, 14-й армии, Карельского фронта, капитан.

## Биография
Родился 2 апреля 1912 года в городе Петровск-Порт (ныне — Махачкала) в многодетной семье рабочего (был шестым ребёнком). Украинец. Член ВКП(б) с 1941 года. После окончания 7 классов в 1933 году поступил в дорожно-строительный техникум. В том же году, узнав о наборе в Краснодарскую школу сельскохозяйственной авиации, уехал туда. Незадолго до её окончания в 1933 году был зачислен в РККА и направлен в Сталинградскую военную авиационную школу лётчиков. По её окончании в 1935 году получил направление в истребительный полк, базировавшийся под Ленинградом.
В время войны с Финляндией (1939—1940) старший лейтенант Гальченко служил на должности флаг-штурмана 5-го смешанного авиационного полка. Выполнил 50 боевых вылетов, из них 23 — на штурмовку войск противника, был награждён орденом Красного Знамени. В 1940 году эскадрилья И-16 старшего лейтенанта Гальченко была передана из 147-го истребительного авиационного полка в 145-й.
В 1941 году накануне Великой Отечественной войны капитан Гальченко окончил курсы усовершенствования командного состава в Липецке. Прибыл в свой 145-й истребительный авиационный полк 1-й смешанной авиационной дивизии ВВС 14-й армии только 25 июня и тут же включился в боевую работу на должности командира истребительной авиационной эскадрильи. Вскоре стал одним из лучших в полку, имея на своём счету несколько сбитых вражеских самолётов. Но особенно хорошо ему удавались разведывательные полёты. К концу сентября 1941 года совершил 77 боевых вылетов, сбил 7 самолётов противника. За эти подвиги представлен к званию Героя Советского Союза. Когда капитан Гальченко узнал о представлении к высокому званию, то заявил, что таких высоких результатов ему удалось добиться только благодаря своему ведомому — старшему лейтенанту В. П. Миронову.
В октябре 1941 года майору Гальченко было поручено формирование нового, 609-го истребительного авиационного полка, который он же и возглавил. Полк под его командованием до ноября 1942 года прикрывал с воздуха Кандалакшское направление в составе ВВС 32-й армии (затем — 7-й воздушной армии).
Указом Президиума Верховного Совета СССР «О присвоении звания Героя Советского Союза начальствующему составу Военно-воздушных сил Красной Армии» от 6 июня 1942 года за «образцовое выполнение боевых заданий командования на фронте борьбы с немецкими захватчиками и проявленные при этом отвагу и геройство» удостоен звания Героя Советского Союза с вручением ордена Ленина и медали «Золотая Звезда» (№ 872). Этим же Указом высокого звания был удостоен и его друг и ведомый Виктор Миронов.
Свой самолёт ЛаГГ-3 Гальченко называл «Чёрная кошка», и его эмблемой была гоняющаяся за мышами кошка.
Большое физическое и нервное напряжение не прошло даром для здоровья — осенью 1942 года у лётчика произошёл инсульт, после которого резко упало зрение. В ноябре 1942 года Гальченко был назначен заместителем командира вновь формируемой 259-й истребительной авиационной дивизии 7-й воздушной армии, затем занимал такие же должности в 258-й, 261-й и в 201-й истребительных авиадивизиях. Но и на этих штабных должностях ему удавалось совершать боевые вылеты. Свой последний вражеский самолёт подполковник Гальченко сбил 22 октября 1944 года. В декабре 1944 он был назначен заместителем командира 324-й истребительной авиадивизии в Московском военном округе и до конца войны в боях уже не участвовал. Всего на 1 ноября 1944 года на его счету было 310 боевых вылетов, около 40 воздушных боёв, 13 сбитых самолётов лично и 10 — в группе (также в литературе приводятся и более высокие данные: 410 боевых вылетов, 90 боёв, сбил 24 самолёта лично и 12 — в группе).
Был женат на разведчице Разведуправления ВВС Балтфлота Галине Нестеровне Гальченко.
После войны служил в авиации, на командных должностях в ВВС Закавказского военного округа. В 1950 году переведён в Заполярье, под Мурманск, командиром 16-й гвардейской истребительной авиационной дивизии ВВС Северного округа. В 1952 году зачислен слушателем Высшей военной академии имени К. Е. Ворошилова (ныне — Военная академия Генерального штаба). В 1954 году полковник Гальченко из-за тяжёлой болезни уволен в запас. Вернулся на родину, в город Махачкалу, активно участвовал в военно-патриотической работе. 
Умер 26 сентября 1986 года.
Похоронен на Старом Русском кладбище в Махачкале.

## Награды
- Медаль «Золотая Звезда» Героя Советского Союза (медаль № 872);
- Орден Ленина (6.06.1942);
- Четыре ордена Красного Знамени (5.02.1940, 16.01.1942, 23.07.1944 …);
- Два ордена Отечественной войны 1-й степени (13.02.1944, 1985);
- Орден Красной Звезды.
- Медалями, в том числе:
  - Медаль «За боевые заслуги» (3.11.1944).

## Память
- В городе Кандалакша (Мурманская область) именем Леонида Акимовича Гальченко названа школа-интернат.
- До 2005 года рыболовное судно Мурманского тралового флота с бортовым номером М-0008 носило имя «Леонид Гальченко». Приказом Росрыболовства от 20 января 2005 года № 6 судно было переименовано в «Олег Найдёнов»[5]. Однако после поднявшейся в обществе в связи с переименованием волны возмущения приказом Росрыболовства от 29 августа 2005 года № 286 именем Леонида Гальченко было названо другое рыболовное судно Мурманского тралового флота с бортовым номером М-0062, ранее носившее название «Ордынский»[6].
- Именем Героя названы улицы в городах Махачкала и Хасавюрт, а также в посёлке Молочный Мурманской области.